# A Division 1983-1984 (Irlanda)
La stagione 1983-1984 è stata la sessantatreesima edizione della League of Ireland, massimo livello del campionato di calcio irlandese.

## Allenatori
| Squadra         | Allenatore        |
| --------------- | ----------------- |
| Athlone Town    | Turlough O'Connor |
| Bohemians       | Billy Young       |
| Drogheda Utd    | Tony Macken       |
| Dundalk         | John Dempsey      |
| Finn Harps      | Sconosciuto       |
| Galway Utd      | Paddy Mulligan    |
| Home Farm       | Dave Bacuzzi      |
| Limerick Utd    | Noel O'Mahony     |
| Shamrock Rovers | Jim McLaughlin    |
| Shelbourne      | J. Byrne          |
| Sligo Rovers    | Paul Fielding     |
| St. Patrick's   | Charlie Walker    |
| UCD             | Theo Dunne        |
| Waterford Utd   | Alfie Hale        |

## Classifica finale
|                    | Pos. | Squadra          | Pt | G  | V  | N  | P  | GF | GS | DR  |
| ------------------ | ---- | ---------------- | -- | -- | -- | -- | -- | -- | -- | --- |
| Irlanda (bandiera) | 1.   | Shamrock Rovers  | 42 | 26 | 19 | 4  | 3  | 64 | 15 | +49 |
|                    | 2.   | Bohemians        | 36 | 26 | 13 | 10 | 3  | 39 | 20 | +19 |
|                    | 3.   | Athlone Town     | 34 | 26 | 15 | 4  | 7  | 44 | 28 | +16 |
|                    | 4.   | Limerick Utd     | 33 | 26 | 13 | 7  | 6  | 38 | 26 | +12 |
|                    | 5.   | Shelbourne       | 28 | 26 | 9  | 10 | 7  | 41 | 34 | +7  |
|                    | 6.   | UCD              | 28 | 26 | 9  | 10 | 7  | 24 | 23 | +1  |
|                    | 7.   | Dundalk          | 27 | 26 | 9  | 9  | 8  | 38 | 31 | +7  |
|                    | 8.   | Waterford United | 26 | 26 | 10 | 6  | 10 | 34 | 34 | 0   |
|                    | 9.   | Finn Harps       | 24 | 26 | 8  | 8  | 10 | 36 | 46 | -10 |
|                    | 10.  | St Patrick's     | 23 | 26 | 8  | 7  | 11 | 36 | 37 | -1  |
|                    | 11.  | Drogheda Utd     | 22 | 26 | 10 | 2  | 14 | 37 | 54 | -17 |
|                    | 12.  | Galway Utd       | 21 | 26 | 6  | 9  | 11 | 26 | 33 | -7  |
|                    | 13.  | Home Farm        | 18 | 26 | 4  | 4  | 18 | 16 | 54 | -36 |
|                    | 14.  | Sligo Rovers     | 8  | 26 | 2  | 4  | 20 | 20 | 58 | -38 |

Legenda: 

         Campione d'Irlanda e qualificata in Coppa dei Campioni 1984-1985
         Qualificata in Coppa delle Coppe 1984-1985
         Qualificate in Coppa UEFA 1984-1985
Note:
Due punti a vittoria, uno a pareggio, zero a sconfitta.

## Statistiche

### Squadre

#### Primati stagionali
Squadre
- Maggior numero di vittorie: Shamrock Rovers (19)
- Minor numero di sconfitte: Shamrock Rovers e Bohemians (3)
- Miglior attacco: Shamrock Rovers (64)
- Miglior difesa: Shamrock Rovers (15)
- Miglior differenza reti: Shamrock Rovers (+49)
- Maggior numero di pareggi: Bohemians, Shelbourne e UCD (10)
- Minor numero di vittorie: Sligo Rovers (2)
- Maggior numero di sconfitte: Sligo Rovers (20)
- Peggiore attacco: Home Farm (16)
- Peggior difesa: Sligo Rovers (58)
- Peggior differenza reti: Sligo Rovers (-38)

### Individuali

#### Classifica marcatori
| Gol |  |  | Giocatore       | Squadra         |
| --- |  |  | --------------- | --------------- |
| 24  |  |  | Alan Campbell   | Shamrock Rovers |
| 16  |  |  | Brendan Bradley | Finn Harps      |
| 14  |  |  | Liam Buckley    | Shamrock Rovers |
| 13  |  |  | Jackie Jameson  | Bohemians       |
| 13  |  |  | Benny Laryea    | Dundalk         |
| 12  |  |  | Mick Bennett    | Waterford Utd   |
| 12  |  |  | Des Kennedy     | Limerick City   |
| 11  |  |  | Roddy Collins   | Athlone Town    |
| 10  |  |  | John Delamere   | Shelbourne      |
| 9   |  |  | Eugene Davis    | St Patrick's    |
| 9   |  |  | Brian Duff      | Galway Utd      |